# Rurik
Rurik eller Rjurik, på svenska Rörik, född omkring 830, död 879, var enligt den kievska Nestorskrönikan en varjag, av rusernas stam (identifierade med svear) som sägs vara grundare av Kievriket och stamfader till den fursteätt som styrde Ryssland fram till 1598.

## Nestorskrönikan
Enligt Nestorskrönikan (som enbart finns bevarad i två omskrivna versioner: Laurentian codex och Hypatian codex) tog han tillsammans med två bröder Sineus (Signjot i Norröna källor) och Truvor (Torvard) år 862, makten över Kievriket. 
Ruriks son Igor (Ingvar), född 875, död 945, var furste i Kiev, mellan 912 och 945. Rurik och hans bröder kallas i krönikan för ruser, som etymologiskt har kopplats till Roslagen (Roden) i Sverige och det finska namnet för Sverige, Ruotsi.

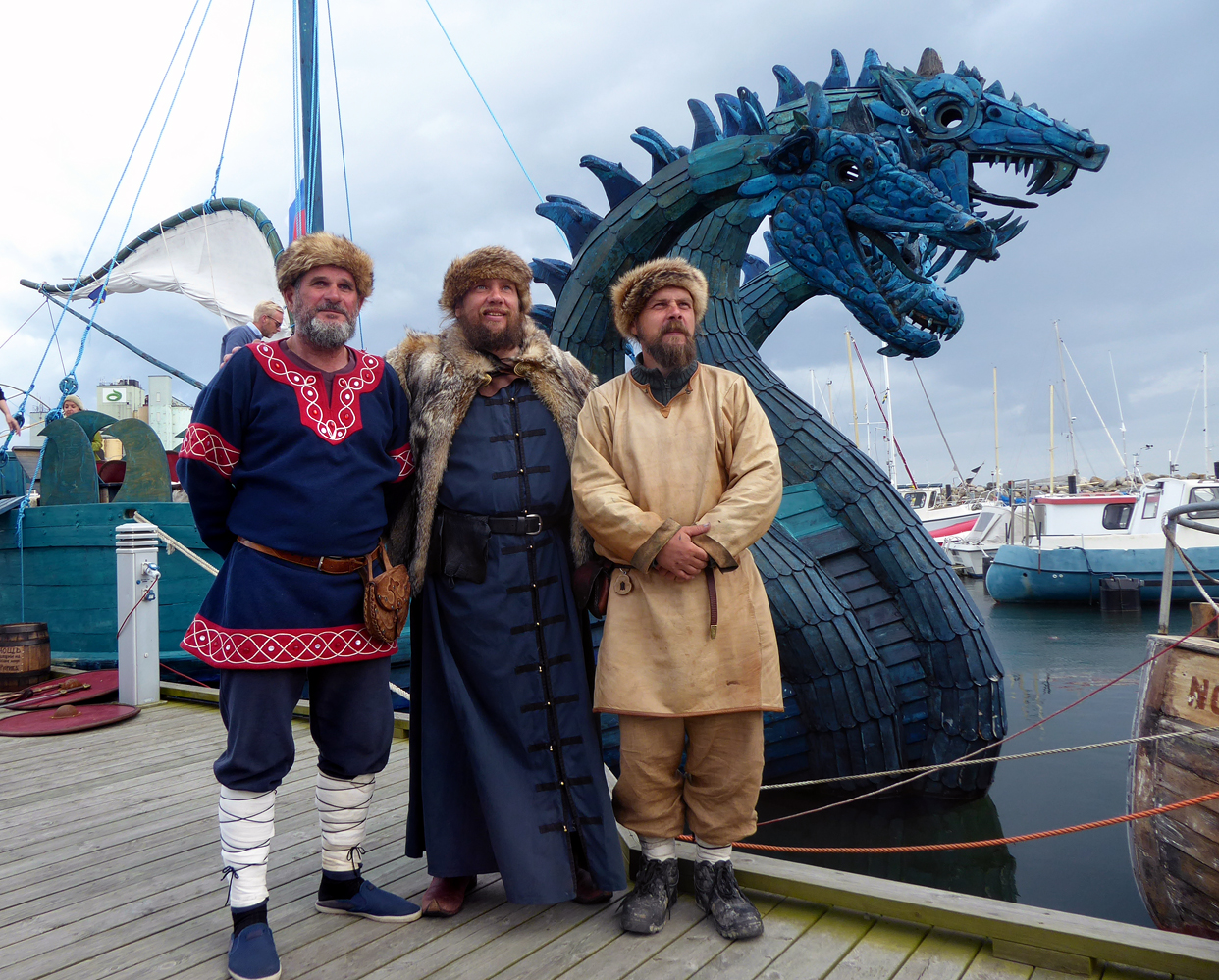
Tre av den sex man starka besättningen på Zmej Gorýnytj på besök i Ystad 7 juli 2019.

I maj 2019 startade en forskningsexpedition med den nybyggda vikingabåten Zmej Gorýnytj från Samara i Ryssland med syfte att hitta den ö i Östersjön som Rurik och hans bröder sägs ha seglat ifrån innan de anlände till Ryssland. Det finns olika dokument och berättelser om ön, men ingen fastslagen plats.

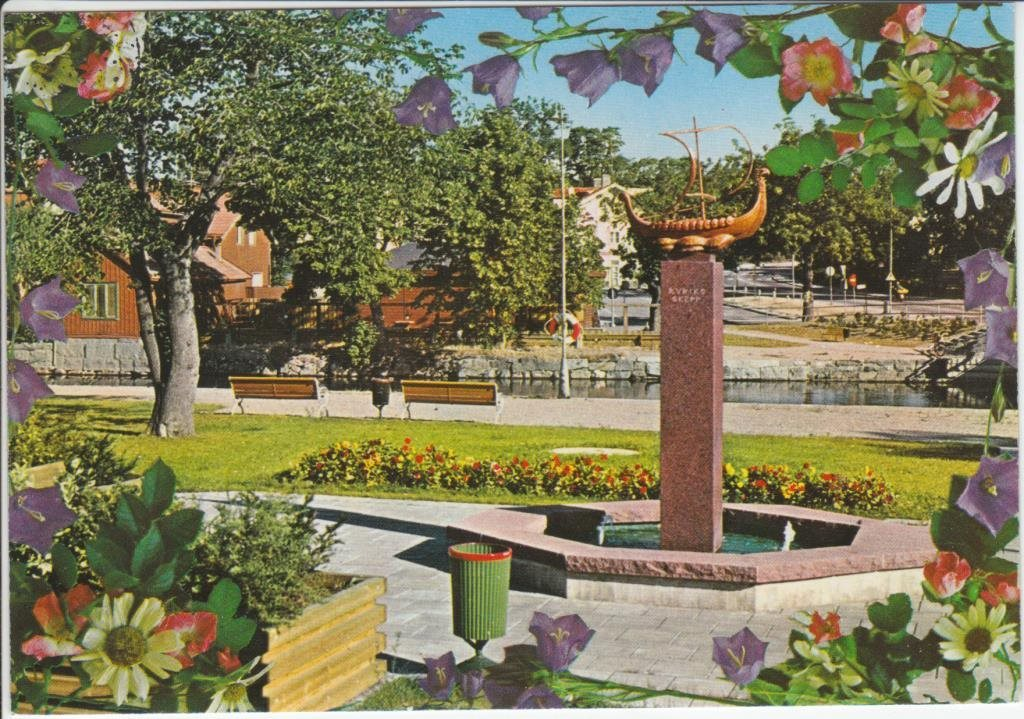
Skulpturen Ruriks skepp av Clarence Blum i Norrtälje